# Trybunał Konstytucyjny (Portugalia)

Logo Trybunału Konstytucyjnego

Trybunał Konstytucyjny (port. Tribunal Constitucional) – sąd konstytucyjny Portugalii z siedzibą w Lizbonie. Składa się z 13 sędziów, 10 wybieranych przez Zgromadzenie Republiki i 3 kooptowanych.

## Historia
Po rewolucji goździków w 1976 roku została proklamowana nowa konstytucja Portugalii, która kompetencje w zakresie kontroli konstytucyjności aktów prawnych powierzyła Radzie Rewolucyjnej. W celu realizowania tego zadania przy Radzie powołano Komisję Konstytucyjną .
Nowela konstytucyjna z 1982 roku likwidowała tymczasowy organ, jakim była Rada Rewolucyjna. Na jej mocy kompetencje kontroli konstytucyjności przepisów miał przejąć nowo utworzony Trybunał Konstytucyjny. Miał się on składać z 13 sędziów, w tym 10 wybieranych przez Zgromadzenie Republiki i 3 przez nich kooptowanych. Dokooptowywanie sędziów okazało się długotrwałe trwało aż do 28 marca 1983 roku. Wszyscy sędziowie objęli swój urząd 6 kwietnia 1983 roku, w tym dniu dokonali też wyboru Przewodniczącego i Zastępcy Przewodniczącego . Początkowo kadencja sędziów trwała 6 lat. Dopiero 4 nowelizacja konstytucji z 1997 roku wprowadziła zasadę 9-letniej kadencji bez możliwości ponownego wyboru.

## Kompetencje
Trybunał Konstytucyjny posiada następujące kompetencje:
- badanie i orzekanie o niekonstytucyjności przepisów, a także niezgodności przepisów niższej rangi z przepisami wyższymi rangą[4][5],
- stwierdzanie opróżnienia urzędu Prezydenta w wyniku śmierci, trwałej, fizycznej przeszkody uniemożliwiającej sprawowanie urzędu[6][7] lub jego utraty, która ma miejsce gdy Prezydent opuści terytorium państwowe bez zgody Zgromadzenia Republiki lub jego Komisji Stałej, a także gdy zostanie skazany przez Najwyższy Trybunał Sprawiedliwości[8][9],
- stwierdzanie tymczasowej niemożności sprawowania urzędu przez Prezydenta Republiki[6][7],
- orzekanie w sprawach skarg dotyczących utraty mandatu deputowanego do Zgromadzenia Republiki lub Zgromadzenia Ustawodawczego regionu autonomicznego[10][11],
- przyjmowanie kandydatur w wyborach na urząd Prezydenta[12][13],
- stwierdzanie śmierci lub niemożności sprawowania urzędu przez któregoś z kandydatów na urząd Prezydenta[14][15],
- przyjmowanie kandydatur w wyborach do Parlamentu Europejskiego[16]
- rozpatrywanie odwołań wniesionych od rozstrzygnięć w sprawie skarg i protestów wyborczych[17][18],
- akceptowanie wpisu partii politycznych do właściwych rejestrów sądowych[19][20],
- stwierdzanie legalności nazw, akronimów i symboli partii i koalicji politycznych[19][21],
- ocenianie prawidłowości i legalności wydatków partii politycznych, koalicji, komitetów wyborczych, a także wchodzących w skład Zgromadzenia Republiki lub Zgromadzenia Ustawodawczego regionu autonomicznego grup parlamentarnych, pojedynczego deputowanego reprezentującego partię polityczną i deputowanego niezrzeszonego[22],
- delegalizowanie partii i koalicji politycznych[19][23],
- delegalizowanie wszelkich organizacji głoszących idee faszystowskie[24],
- sprawowanie prewencyjnej kontroli konstytucyjności i legalności referendów ogólnokrajowych, regionalnych i lokalnych, w tym kontroli warunków koniecznych do ich przeprowadzenia[25][26],
- nadzorowanie instytucji zbierającej oświadczenia majątkowe osób sprawujących funkcje publiczne, a także nakładanie kar na osoby, które nie wypełniły obowiązku złożenia oświadczeń majątkowych[27].

## Sędziowie
Trybunał Konstytucyjny składa się z 13 sędziów. Sześciu z nich wybieranych jest spośród sędziów innych sądów lub trybunałów, pozostali spośród osób wykonujących inne zawody prawnicze, mających wyższe wykształcenie prawnicze. 10 sędziów wybieranych jest przez Zgromadzenie Republiki. Kandydat zostaje wybrany, gdy liczba oddanych na niego głosów wyniesie co najmniej 2/3 i będzie przekroczona większość bezwzględna. Pozostali trzej sędziowie są dokooptowywani do składu sędziowskiego. Uprawnionymi do dokooptowywania są jedynie sędziowie wybrani przez parlament. Kandydat zostaje dokooptowany gdy otrzyma co najmniej 7 głosów.
Sędziowie wybierani są na 9-letnią kadencję bez możliwości jej powtórzenia. Rozpoczyna się ona od dnia złożenia ślubowania przed Prezydentem i trwa aż do złożenia przysięgi przez następcę. Korzystają z gwarancji niezawisłości, nieusuwalności, bezstronności i nieodpowiedzialności, a także podlegają zakazowi łączenia stanowisk, jak i jakiejkolwiek pracy zawodowej poza Trybunałem, z wyjątkiem nieodpłatnych funkcji dydaktycznych lub naukowo-badawczych z zakresu nauk prawnych.
Podczas orzekania, a także podczas świąt i uroczystości sędziowie występują w stroju sędziowskim złożonym z togi i łańcucha z insygniami Trybunału, który może być uzupełniony o pelerynę wierzchnią.

## Organizacja
Trybunał Konstytucyjny orzeka na posiedzeniach plenarnych i w sekcjach. Obradom Trybunału, zarówno posiedzeniom plenarnym, jak i sekcjom, może przewodniczyć jedynie Przewodniczący Trybunału lub Zastępca Przewodniczącego, o ile nie jest sędzią sprawozdawcą. Decyzje Trybunału zapadają większością głosów obecnego podczas głosowania składu. Każdy sędzia ma 1 głos, przewodniczący zaś obradom posiada głos decydujący. Głosowanie uważane jest za ważne, gdy jest na nich obecna ponad połowa składu w tym Przewodniczący lub Zastępca Przewodniczącego. Każdy sędzia ma prawo zgłosić zdanie odrębne.

### Sekcje
W ramach Trybunału działają trzy niewyspecjalizowane sekcje. Każdy sędzia, poza Przewodniczącym jest członkiem jednej sekcji, których skład wybierany jest na początku każdego roku sądowego. Przewodniczący Trybunału przewodniczy obradom dwóch sekcji, zaś Zastępca Przewodniczącego jednej, której nie jest członkiem.

### Przewodniczący Trybunału Konstytucyjnego
Pracami Trybunału kieruje Przewodniczący wybierany przez wszystkich sędziów Trybunału spośród własnego grona na 4,5-letnią kadencję, z możliwością reelekcji, nie dłużej jednak niż okres sprawowania funkcji sędziego Trybunału. Do zadań przewodniczącego należy m.in. kierowanie pracami Trybunału, przewodniczenie obradom Trybunału, reprezentowanie Trybunału na zewnątrz, a także nadzór nad sekretariatem i administracją Trybunału. Przewodniczący Trybunału Konstytucyjnego jest z urzędu członkiem Rady Państwa.

### Zastępca Przewodniczącego Trybunału Konstytucyjnego
Zastępca Przewodniczącego, podobnie jak Przewodniczący, wybierany jest przez wszystkich sędziów Trybunału spośród własnego grona na 4,5-letnią kadencję, z możliwością reelekcji, nie dłużej jednak niż okres sprawowania funkcji sędziego Trybunału. Do zadań Zastępcy Przewodniczącego, poza obowiązkami wynikającymi z bycia członkiem jednej z sekcji, należy przewodniczenie obradom jednej z sekcji, której nie jest członkiem, zastępowanie przewodniczącego w czasie jego nieobecności, wspomaganie go w wykonywaniu jego uprawnień.